# Doxocopa laurona
Doxocopa laurona är en fjärilsart som beskrevs av William Schaus 1902. Doxocopa laurona ingår i släktet Doxocopa och familjen praktfjärilar. Inga underarter finns listade i Catalogue of Life.